# La Fiancée de Frankenstein
Pour les articles homonymes, voir Frankenstein.
 (avril 2024).
Si vous disposez d'ouvrages ou d'articles de référence ou si vous connaissez des sites web de qualité traitant du thème abordé ici, merci de compléter l'article en donnant les références utiles à sa vérifiabilité et en les liant à la section « Notes et références ».
Série
Frankenstein
(1931) Le Fils de Frankenstein
(1939)
Pour plus de détails, voir Fiche technique et Distribution.

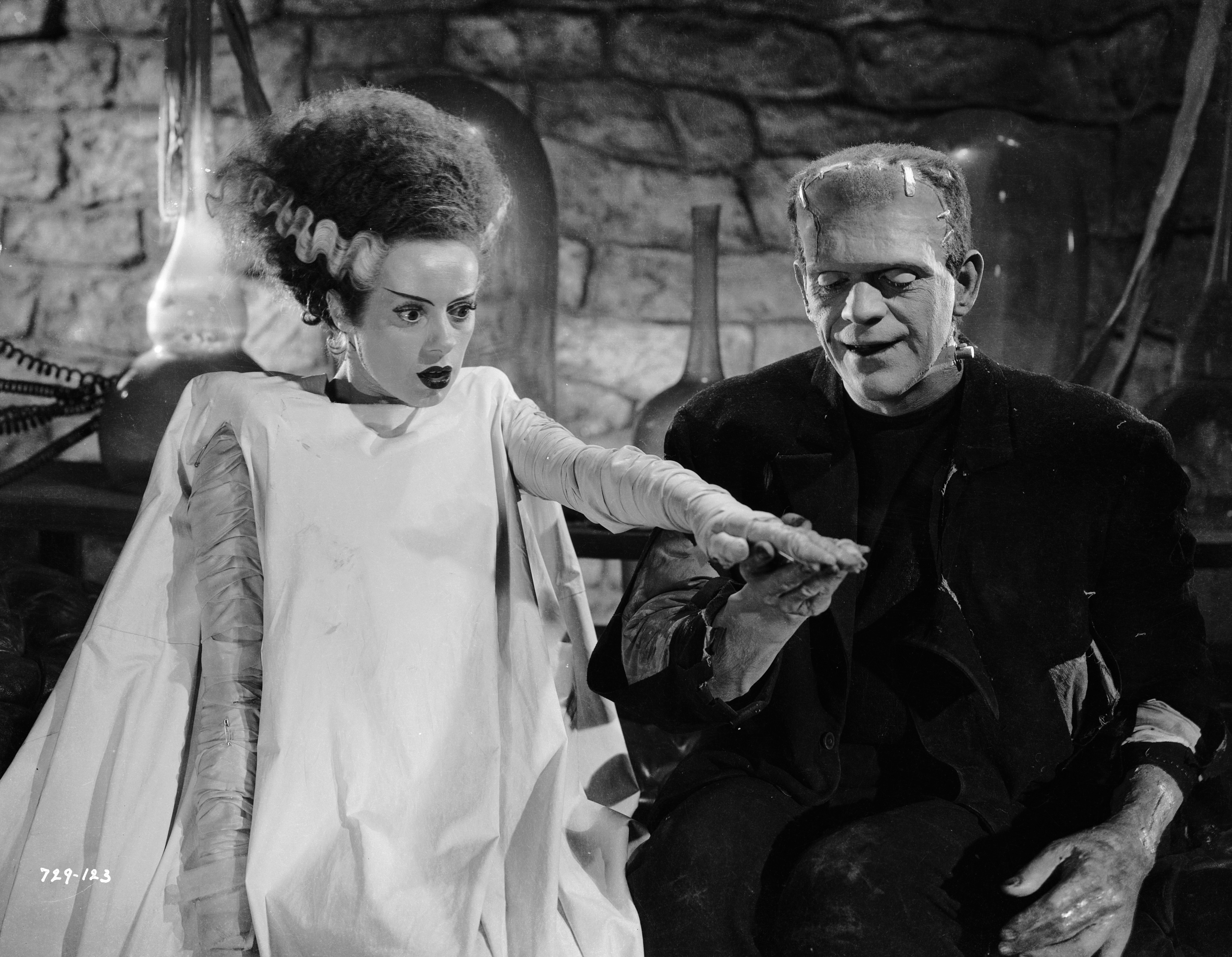
Le monstre et sa « fiancée ».

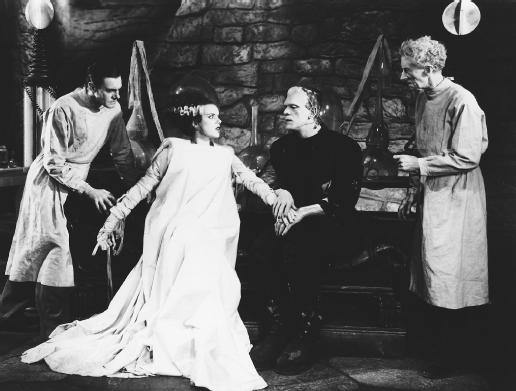
Le monstre et sa « fiancée », entourés des docteurs Frankenstein (à gauche) et Pretorius.

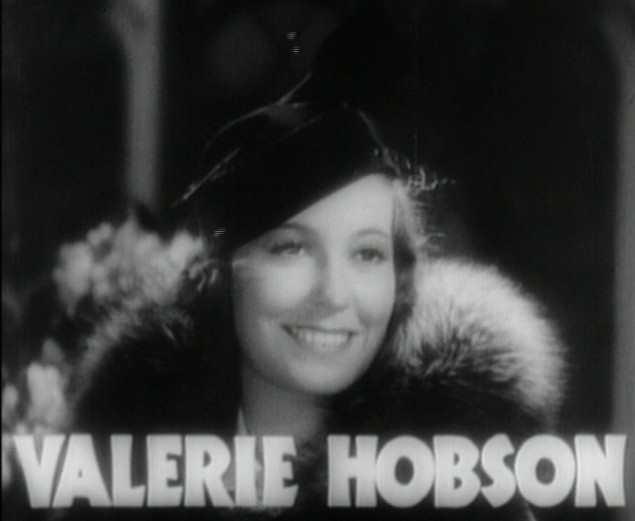
Valerie Hobson dans le rôle de Mme Frankenstein.

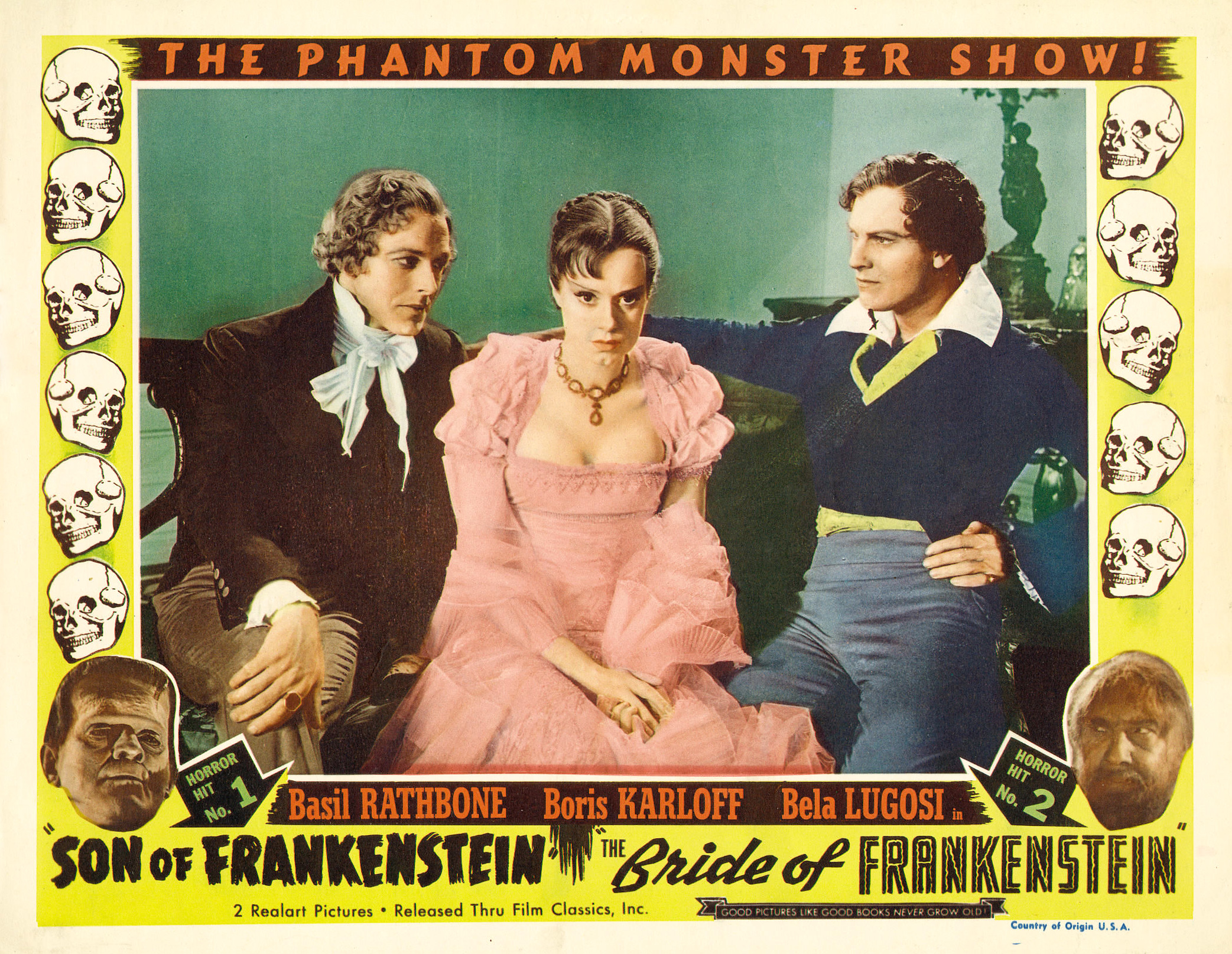
Elsa Lanchester au centre, dans le rôle de Mary Shelley.

La Fiancée de Frankenstein (titre original : Bride of Frankenstein) est un film américain réalisé par James Whale, sorti en 1935.
Le film fait partie de la série des Universal Monsters.

## Synopsis
Lord Byron, un soir d'orage, s'entretient avec ses amis Percy Bysshe Shelley et son épouse Mary ; il félicite cette dernière pour avoir écrit Frankenstein et l'encourage à poursuivre dans cette voie. Mary entreprend alors de leur raconter la suite de l'histoire de Frankenstein et  de sa créature.
L'histoire commence immédiatement après la fin du film précédent ; réfugiée dans les souterrains d'un moulin, la créature n'a pas succombé lors de l'incendie du moulin par les villageois révoltés. Capturé par des paysans, le Monstre parvient à s'enfuir, en semant la terreur autour de lui et trouve refuge dans la demeure d'un vieil ermite aveugle, qui lui apprend à parler.
Pendant ce temps, Frankenstein reçoit la visite de l'étrange docteur Pretorius qui lui propose de créer une femme, et donner une compagne au Monstre. Il refuse, mais Pretorius, qui a trouvé et recueilli le Monstre, parvient à faire changer d'avis son collègue en faisant enlever sa femme, Elizabeth. Soumis, Frankenstein accepte.
Dans leur laboratoire, les deux savants unissent leurs efforts et exposent le corps de leur création au Feu du Ciel. La « fiancée » ouvre enfin les yeux, mais rugit de terreur face au Monstre. Désespéré et fou de rage, ce dernier laisse s'enfuir le couple Frankenstein, puis fait sauter le laboratoire, s'ensevelissant avec la compagne qu'on lui destinait, et le docteur Pretorius.

## Fiche technique
- Titre original : Bride of Frankenstein
- Titre français : La Fiancée de Frankenstein
- Réalisation : James Whale
- Scénario : William Hurlbut
- Adaptation : John L. Balderston, William Hurbult
- Photographie : John J. Mescall
- Montage : Ted Kent
- Musique : Franz Waxman
- Maquillage : Jack P. Pierce
- Effets spéciaux : John P. Fulton
- Producteur : Carl Laemmle Jr.
- Société de production : Universal Pictures
- Société de distribution : Universal Pictures
- Budget : 393 800 $
- Pays de production :  États-Unis
- Langue : anglais
- Genre : Horreur
- Durée : 71 minutes
- Dates de sortie : 
  - États-Unis : 22 avril 1935
  - France : 7 juin 1935
- Affiches : Karoly Grosz (Etats-Unis), Constantin Belinsky, Joseph Koutachy, René Lefèbvre (France)

## Distribution
- Boris Karloff : Le Monstre de Frankenstein
- Colin Clive : Dr Henry Frankenstein
- Valerie Hobson : Elizabeth Frankenstein, épouse de Henry Frankenstein
- Ernest Thesiger : Dr Pretorius
- Elsa Lanchester : Mary Wollstonecraft Shelley / La « Fiancée » du Monstre
- Gavin Gordon : Lord Byron
- Douglas Walton : Percy Bysshe Shelley
- Una O'Connor : Minnie
- E. E. Clive : Le bourgmestre
- Lucien Prival : Le majordome
- Dwight Frye : Karl, l'assistant du Dr Pretorius / Fritz, l'assistant du Dr Frankenstein (images d'archives du premier film)
- Reginald Barlow : Hans, le père de la petite Maria du premier film
- Mary Gordon : La femme de Hans, mère de la petite Maria du premier film
- O. P. Heggie : L'ermite aveugle

Et, parmi les acteurs non crédités :
- John George : Un villageois
- Tempe Pigott : Tante Glutz
- Joan Woodbury : Reine
- John Carradine : Hunter
- Walter Brennan : Neighbor

## À noter

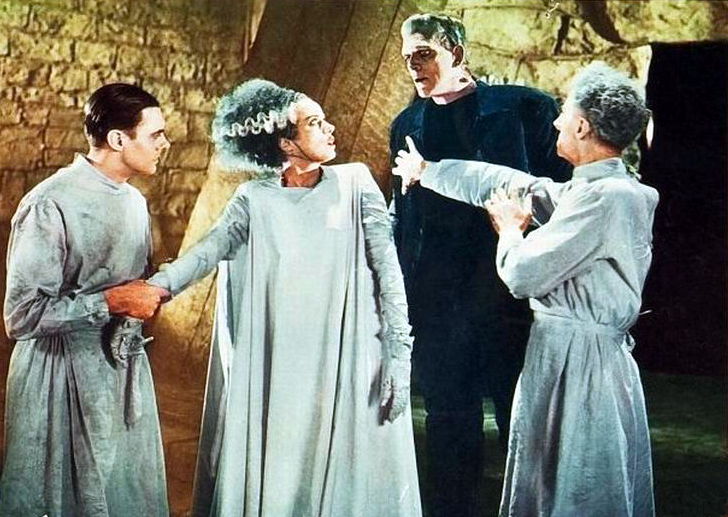

- Écrit et conçu comme une suite directe de Frankenstein, le film devait initialement s'appeler Le Retour de Frankenstein. Mais son nouveau titre accentuait la confusion commune, qui consistait à attribuer au Monstre le nom de son créateur.
- Le producteur, le réalisateur, le maquilleur et quatre interprètes (dont les deux principaux) sont les mêmes que dans le précédent film.
- Le générique de l'époque tait le nom de la comédienne qui incarnait la fiancée du monstre : Elsa Lanchester (la femme de l'acteur Charles Laughton). Elle n'est en fait simplement citée que pour son rôle de Mary Shelley, dans un prologue au film où l'on assiste à une conversation entre Lord Byron, Percy Shelley et Mary, la femme de ce dernier.
- À l'origine, Frankenstein et sa femme périssent dans la destruction finale. Les producteurs ayant finalement préféré une happy end, la scène où les deux personnages prennent la fuite fut tournée et vint se substituer à la fin initiale. Pourtant, un spectateur attentif peut voir dans les derniers plans du laboratoire, Frankenstein enseveli sous les décombres !
- De l'avis général des amateurs, ce film est un chef-d'œuvre surpassant tous les autres de la série, transcendant le genre « film d'horreur » par le côté pathétique et profondément humain de la créature incarnée admirablement par Boris Karloff.
- En 1985, Franc Roddam en réalisa un remake, en fait une version modernisée sous le titre La Promise (The Bride).
- Frankenstein Junior (1974), le chef-d'œuvre de Mel Brooks, est en fait une parodie des deux Frankenstein réalisés par Whale. Dans la parodie, c'est Madeline Kahn qui reprend le rôle d'Elizabeth, la fiancée, et qui s'affuble de la coiffure emblématique.
- Le film, et le personnage de la fiancée, est également cité dans le final du Rocky Horror Picture Show de Jim Sharman (1975), à travers le personnage de Magenta.
- En 2004, pour le clip de sa chanson Brennende Liebe, le groupe de metal allemand Oomph! parodie le film. Une femme est créée, mais pour être la compagne du chanteur Dero. Or, cette dernière s'avère horrifiée par celui-ci en le découvrant et tombe littéralement dans les bras du monstre.